# Tasiemiec bąblowcowy
Tasiemiec bąblowcowy (Echinococcus granulosus), bąblowiec – gatunek tasiemca (Cestoda) z rzędu Cyclophyllidea. Pasożyt wewnętrzny psowatych (głównie psa domowego) oraz kilku innych zwierząt, jeden z kilku gatunków wywołujących chorobę zwaną bąblowicą (echinokokoza, łac. echinococcosis cystica). Jest gatunkiem kosmopolitycznym, występującym głównie w rejonach pasterskich. Dojrzały osobnik ma 2,5–6 mm długości. Jego taśma (strobila) składa się wyłącznie z 3 proglotydów (członów): jałowego, hermafrodytycznego (z wykształconymi narządami rozrodczymi) oraz macicznego (w którym znajduje się od kilkunastu do 800 jaj o wymiarach 30–38 μm). Kulista główka (scolex) ma podwójny wieniec 30–36 haczyków.

## Cykl życiowy

Cykl życiowy tasiemca bąblowcowego

Jego żywicielami ostatecznymi są niektóre psowate (m.in. pies domowy, wilk szary, szakal złocisty, dingo australijski oraz różne gatunki lisów), rzadziej kotowate (m.in. kot domowy, lew afrykański, hieny) lub inne drapieżniki. Zakażenie następuje drogą pokarmową. Dorosłe osobniki pasożytują w jelicie cienkim, gdzie proglotydy maciczne oddzielają się od reszty strobili, a następnie, poruszając się aktywnie, wydostają się przez odbyt na powierzchnię skóry żywiciela. Pełzając w sierści zwierzęcia, proglotydy uwalniają jaja zawierające onkosfery, będące formą inwazyjną dla żywiciela pośredniego, którym jest przeważnie owca domowa, a niekiedy również koza domowa, bydło domowe (także wół domowy i jak zwyczajny) oraz świniowate (m.in. świnia domowa, dzik euroazjatycki, guziec) i inne kopytne (m.in.wielbłądowate, koniowate, jeleniowate), rzadziej królik europejski, walabie, kangury lub koty. Jaja bąblowców są bardzo odporne na niskie temperatury, potrafią przeżyć 96 godzin w −70 °C oraz nawet 54 dni w −27 °C. Przy odpowiedniej wilgotności mogą one przetrwać w środowisku zewnętrznym nawet rok. Znane są także przypadki (głównie z basenu Morza Śródziemnego, Afryki, Bliskiego Wschodu, Azji Środkowej, północno-wschodnich Chin, Australii, Nowej Zelandii, Meksyku, Chile i Urugwaju), w których człowiek był żywicielem przypadkowym tego pasożyta. W Polsce bąblowica u ludzi jest bardzo rzadka (rocznie odnotowuje się poniżej 20 przypadków). W organizmie żywiciela pośredniego 60% połkniętych onkosfer przenika przez ścianę jelita cienkiego, a następnie żyłą wrotną dostaje się do wątroby. Pozostałe 40% przenika przez ścianę żołądka i rozprzestrzenia się dalej do różnych narządów, m.in.: płuc (20%), mięśni (4%), kości (3%), mózgu (2%), a także oczu, śledziony, nerek oraz tkanki podskórnej.
W narządach docelowych onkosfery przekształcają się w bąblowca (echinococcus), który różni się w zależności od gatunku i wieku żywiciela oraz umiejscowienia w organizmie. To stadium rozwojowe ma kształt kuli, zwykle o średnicy 1–7 cm (choć pojedyncze przypadki mogą przekraczać nawet 20 cm) i osiąga pełną dojrzałość dopiero po kilkunastu latach. Bąblowiec ma dwuwarstwową ścianę, z której wewnętrzna (membrana germinativa) ma grubość jedynie 25 μm, natomiast zewnętrzna składa się z wielu koncentrycznych blaszek o łącznej grubości 1–2 mm. Organizm żywiciela pośredniego wytwarza wokół bąblowca torbiel, która wzrasta bardzo powoli, często przez wiele lat. Już po 12–24 miesiącach wytwarza ona jednak protoskoleksy będące formą inwazyjną dla żywiciela ostatecznego.